# Виланова дел Гебо - Рамедело (Ровиго)
Виланова дел Гебо - Рамедело је насеље у Италији у округу Ровиго, региону Венето.
Према процени из 2011. у насељу је живело 271 становника. Насеље се налази на надморској висини од 8 м.